# Шалтины
Шалтины (бел. Шалціны) — деревня в Миорском районе Витебской области. Входит в состав Повятского сельсовета.

## История
В 1921—1945 годах деревня входила в состав гмины Друя Дисненского повета (с 1926 года Браславского повета) Виленского воеводства Польской Республики.
До 18 марта 1963 года деревня находилась в административном подчинении Друйского поселкового совета.

## Население
- 1921 год — 101 житель, 16 дворов[4].
- 1931 год — 90 жителей, 15 дворов[2].